# Elbach (Fischbachau)

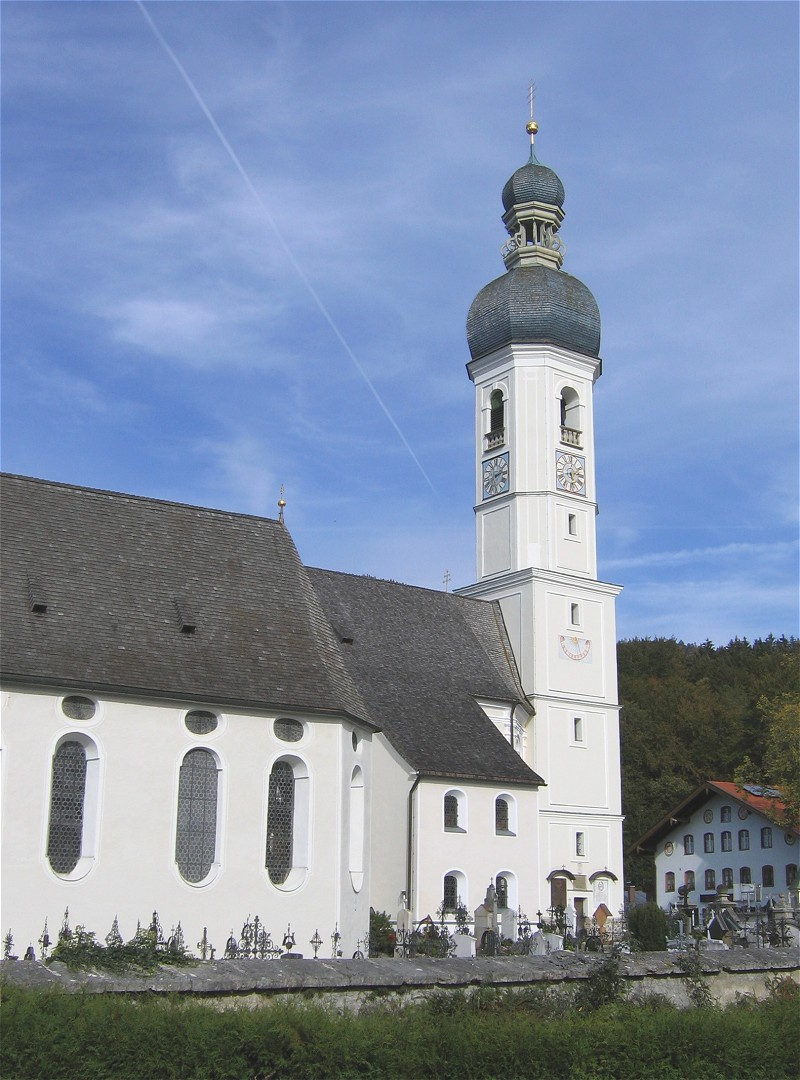
Pfarrkirche St. Andreas in Elbach

Elbach ist ein Ortsteil der Gemeinde Fischbachau im Landkreis Miesbach in Bayern.

## Geographie
Elbach liegt auf einer Höhe von 790 m ü. NN in den Auen des Leitzachtals am Südwestfuß des Schwarzenbergs und am Fuße des Breitensteins. Das Pfarrdorf liegt am gleichnamigen Bach Elbach, an dem sich früher die Industrie Elbachs anlagerte. Man fand ein Sägewerk, eine Schmiede und einen Steinbruch. Das Talbecken von Elbach bildet eine breite Mulde, die aus weichen Flyschschichten durch Eis und Wasser ausgewaschen wurde.

## Geschichte
1079 wird der Ort erstmals urkundlich erwähnt.
Die Pfarrkirche St. Andreas mit ihrem hochaufragenden Zwiebelturm ist 1689 vom Hausstädter Maurermeister Hans Mayr nach einem Brand wiedererrichtet worden. 1722 hat Kaspar Glasl den Turm erbaut; damals kam auch der jetzige Innenschmuck der Kirche zustande. Älter ist die von Georg Zwerger 1669–70 erbaute Friedhofskapelle Heiligblut, deren reicher und farbenfroher Stuck in Miesbacher Art ausfällt.
Elbach war der Drehort für den deutschen Fernseh-Spielfilm Baching (2008).

## Bodendenkmäler
Siehe: Liste der Bodendenkmäler in Fischbachau